# 오-랜 존스
올랜 존스(O-Lan Jones, 1950년 5월 23일 ~ )는 미국의 배우이다.
로스앤젤레스에서 태어났다.

## 출연 작품
- 미스 페레그린과 이상한 아이들의 집 (2016년)
- 시럽 (2013년) - 정자은행 직원 역
- 어텐션 쇼퍼스 (2000년)
- 아메리칸 버진 (2000년)
- 애니멀스 (1998년)
- 트루먼 쇼 (1998년) - 웨이트리스 역
- 클럭워처스 (1997년)
- 화성 침공 (1996년) - 수 안 노리스 역
- 올리버 스톤의 킬러 (1994년)
- 쉘프 라이프 (1993년)
- 다니엘 스틸 - 비밀 (1992년)
- 퍼시픽 하이츠 (1990년)
- 가위손 (1990년) - 에스머랄다 역
- 최후의 카운트다운(영어판) (1989년)
- 상아탑 정복 작전 (1989년)
- 와일드파이어 (1988년)
- 마피아의 아내 (1988년)
- 필사의 도전 (1983년)
- 결혼의 위기 (1982년)
- 다이 래핑 (1980년)
- A Death in Canaan (1978)